# Infidels
| Recensione       | Giudizio |
| ---------------- | -------- |
| AllMusic         |          |
| Robert Christgau | B-       |
| Rolling Stone    |          |
| Piero Scaruffi   | [ 1 ]    |
| Ondarock         | [ 2 ]    |

Infidels è il ventiduesimo album in studio di Bob Dylan, pubblicato nell'ottobre del 1983 dalla CBS Records.
Prodotto da Mark Knopfler e Dylan stesso, Infidels è visto come il suo ritorno alla musica laica, dopo la conversione al Cristianesimo e tre album evangelici e Gospel. Sebbene Dylan non abbia mai pubblicamente rinunciato alla sua fede o abbandonato la sua immagine religiosa, Infidels ottenne molta attenzione per il fatto di concentrarsi su temi più personali come l'amore e l'abbandono, in aggiunta a un'analisi dell'ambiente e della geopolitica.
La reazione della critica è stata la migliore per Dylan da molti anni, le sue performance e i suoi testi sono stati osannati quasi universalmente. L'album andò abbastanza bene anche da un punto di vista commerciale, raggiungendo la posizione numero 20 negli Stati Uniti, e ottenendo un disco d'oro, e la posizione numero 9 in classifica nel Regno Unito. Inoltre, molti fan e critici furono stupiti dalle numerose canzoni inesplicabilmente escluse dall'album appena prima della registrazione - anzitutto Blind Willie McTell, considerata una delle migliori della sua carriera da molti critici, e non pubblicata ufficialmente fino alla sua comparsa su The Bootleg Series Volumes 1–3 otto anni dopo.

## Il disco

### Sessioni di registrazione
Critici e storici del rock spesso menzionano la produzione pulita e raffinata di Infidels. Uno dei più grandi artefici del sound generale dell'album è Mark Knopfler, meglio conosciuto come leader e chitarrista dei Dire Straits. Dylan voleva produrre lui stesso il disco, ma rendendosi conto che la tecnologia lo aveva ormai lasciato indietro, contattò diversi artisti contemporanei più a loro agio in un moderno studio di registrazione. David Bowie, Frank Zappa, e Elvis Costello furono tutti interpellati prima che Dylan scegliesse Knopfler.
In seguito Knopfler ammise le difficoltà trovate nel produrre Bob Dylan: «Vedi la gente lavorare in modi differenti, ed è una cosa buona per te. Bisogna che impari ad adattarti alle diverse modalità di lavoro delle persone. Certo, alle volte era molto strano con Bob. Una delle cose più importanti circa la produzione è che ti dimostra quanto bisogna saper essere flessibili. Ogni canzone ha il suo proprio segreto che è differente da quello di un'altra canzone, e ognuna ha la sua propria vita. Certe volte bisogna faticare per tirarla fuori, altre volte esce in fretta in superficie. Non ci sono regole fisse circa lo scrivere canzoni o il produrre. Dipende da quello che si vuol fare, non solo da quello che si sta facendo. Bisogna essere sensibili e flessibili, ed è divertente. All'epoca dissi che ero più disciplinato di lui. Ma penso che Bob sia molto più disciplinato come autore e come scrittore di testi, come poeta. È un genio assoluto. Come cantante - assolutamente geniale. Ma musicalmente, penso che sia molto essenziale. La musica tende ad essere solo un veicolo per la sua poesia».
Ingaggiato Knopfler, Bob e lui assemblarono velocemente un gruppo di musicisti per l'album. In primis Mick Taylor, ex chitarrista dei Blues Breakers e dei Rolling Stones, celebre per le sue improvvisazioni chitarristiche fluide, melodiche e venate di blues.
Poi Knopfler suggerì Alan Clark, tastierista dei Dire Straits e il tecnico del suono Neil Dorfsman, entrambi ingaggiati. Secondo Knopfler, fu una idea di Dylan il chiamare Robbie Shakespeare e Sly Dunbar come sezione ritmica. Meglio conosciuti come Sly & Robbie, Shakespeare e Dunbar erano celebrati produttori di dischi reggae.
«L'abilità tecnica di Bob è limitata, se si tratta di suonare la chitarra o il pianoforte», disse Knopfler. «È molto rudimentale, ma questo non sminuisce il suo istinto, il suo senso della melodia, il suo canto. È tutto qui. Infatti, molte delle cose che suona al piano mentre canta sono magnifiche, anche se sono rozze. Questo dimostra che non è necessario essere un grande virtuoso. È sempre la solita storia: se qualcosa viene suonata con "sentimento", è questo l'importante.»

### Descrizione dei brani
A partire da Infidels, Dylan cessò di professare pubblicamente una religione specifica, rivelando molto poco delle sue credenze religiose nei suoi testi. Nel 1997, dopo essersi ripreso da seri problemi cardiaci, Dylan disse in un'intervista concessa a Newsweek: 

#### Jokerman
Sebbene Infidels venga spesso indicato come il ritorno di Dylan a tematiche laiche (dopo un trittico di album fortemente influenzati dal fondamentalismo cristiano evangelico), molte delle canzoni in esso contenute posseggono dei riferimenti biblici e rimandi all'immaginario religioso. Un esempio di ciò è la traccia d'apertura, Jokerman. Oltre ai riferimenti biblici, il testo del brano critica il materialismo e l'attrazione verso il superficiale. Qualche critico musicale definì Jokerman una canzone di protesta contro una sorta di anticristo, un "manipolatore delle masse... un fabbricante di sogni". Altri identificano il "jokerman" della canzone nella figura di Gesù Cristo, trattato come un impostore, un ciarlatano ed un buffone all'epoca della sua venuta.

#### Sweetheart Like You
La seconda traccia, Sweetheart Like You, è indirizzata ad una donna immaginaria. Il libro di Oliver Trager, Keys to the Rain: The Definitive Bob Dylan Encyclopedia, menziona il fatto che taluni abbiano criticato il brano per il suo maschilismo. A tal proposito, il critico musicale Tim Riley citò frasi del testo quali: « ...a woman like you should be at home/That's where you belong/Taking care of somebody nice/Who don't know how to do you wrong» (" ...una donna come te dovrebbe restare a casa. È quello il tuo posto. A prenderti cura di qualche graziosa creatura che non saprebbe mai farti del male"). Alcuni hanno suggerito che in realtà il vero destinatario della canzone potrebbe essere il cristianesimo frainteso dalla chiesa cattolica come istituzione («What's a sweetheart like you doing in a dump like this?»), affermando come Dylan si scagli contro la corruzione della stessa e l'allontanamento dagli insegnamenti delle antiche sacre scritture.
La cantautrice canadese Joni Mitchell ha dichiarato che "Sweetheart Like You", è la sua canzone preferita di Dylan insieme a Positively 4th Street. 

#### License to Kill
Qualche critico, come Robert Christgau, fece notare come Infidels tradisse una strana, forte avversione contro i viaggi spaziali, e ciò sarebbe riscontrabile nei primi versi di License to Kill: «Man has invented his doom/First step was touching the moon» ("L'uomo è l'artefice del suo destino/Il primo passo è stato toccare la luna"). Pesante accusa verso il genere umano tacciato di imperialismo e predisposizione alla violenza, il brano si rivolge in maniera critica specificatamente al progresso umano, sia a livello politico che scientifico. Questo atteggiamento reazionario e scettico verso il programma spaziale americano potrebbe essere un retaggio della passata permanenza di Dylan nella chiesa evangelica.

#### Neighborhood Bully

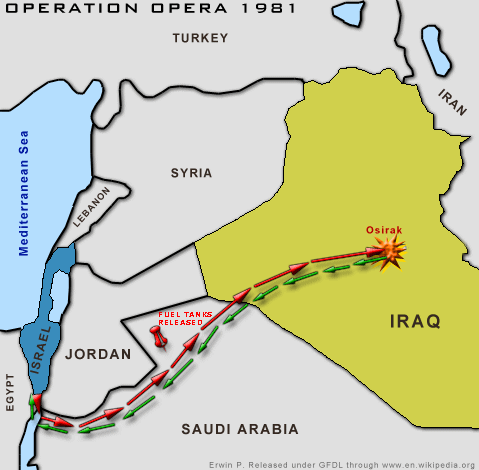
La canzone Neighborhood Bully cita eventi della storia di Israele, quali l'Operazione Babilonia e la Guerra dei sei giorni.

Neighborhood Bully, tacciata di sionismo, critica l'immagine distorta data dai mass media della nazione di Israele come Paese aggressore e prepotente. Nella canzone vengono citati fatti storici quali la guerra dei sei giorni e l'operazione Babilonia. Nel 1983, Dylan visitò Israele nuovamente, ma per la prima volta accettò di essere fotografato in loco, con indosso il copricapo tipico degli ebrei ortodossi.

#### Man of Peace
Si tratta di una sorta di canzone parabola dove viene ribadito il vecchio detto che la strada verso l'inferno può essere lastricata di buone intenzioni, e il diavolo assume forme seducenti per indurre in tentazione anche l'uomo maggiormente esperto.

#### Union Sundown
Union Sundown è un'altra canzone politica di protesta contro il consumismo e i beni effimeri. Nella canzone, Dylan prende in esame il soggetto da diversi punti di vista, denunciando l'avidità e il potere delle corporazioni e dei sindacati corrotti («You know capitalism is above the law / It don't count unless it sells./ When it costs too much to build it at home you just build it cheaper someplace else». ... «Democracy don't rule this world,/ You better get that through your head./ This world is ruled by violence/Though I guess that's better left unsaid».), l'ipocrisia degli americani che si lamentano della mancanza di lavoro ma poi acquistano prodotti fabbricati all'estero («Lots of people complainin' that there is no work./I say, 'Why you say that for? When nothin' you got is U.S.-made? They don't make nothin' here no more»), e le condizioni disumane della manodopera straniera.

#### I and I
I and I, secondo Tim Riley, "aggiorna il mito di Dylan". Anche se sostituisce la commiserazione con il pessimismo, la canzone è un'esplorazione della distanza tra la "vera identità privata di Robert Zimmerman e la maschera di Bob Dylan che indossa in pubblico".

#### Don't Fall Apart On Me Tonight
Don't Fall Apart On Me Tonight è una semplice canzone d'amore. In album del passato come John Wesley Harding e Nashville Skyline, Dylan aveva voluto concludere il disco con una canzone d'amore dopo le tematiche serie dei brani precedenti, e la tradizione viene continuata con Don't Fall Apart On Me Tonight.

### Mixaggio finale e outtakes
Sebbene la prolificità di Dylan come autore sia ben nota e nondimeno la sua proverbiale tendenza a escludere dai suoi lavori i brani migliori, Infidels in particolare ha generato negli anni considerevoli polemiche circa la selezione finale dei brani per il disco. Nel giugno 1983, Dylan e Knopfler prepararono una sequenza preliminare di nove canzoni, inclusi due brani che poi saranno esclusi: Foot of Pride e Blind Willie McTell. Altri notevoli scarti come Someone's Got A Hold Of My Heart (in seguito riscritta e registrata nuovamente per Empire Burlesque) vennero registrati durante queste sessioni, ma solo Foot of Pride e Blind Willie McTell furono seriamente in lizza per essere incluse nell'album in uscita.
Blind Willie McTell è probabilmente l'esclusione più clamorosa dell'intero catalogo di Dylan, essendo stata definita da molti critici come una delle migliori composizioni di Dylan, in grado di reggere il confronto con i suoi classici degli anni sessanta e settanta.
Sia Foot of Pride che Blind Willie McTell vennero escluse dal disco finale poco dopo l'uscita di scena di Mark Knopfler dalla lavorazione dell'album. In seguito, Knopfler affermò che Infidels avrebbe potuto essere un disco migliore se lui si fosse potuto occupare del mixaggio finale, ma dovette abbandonare il progetto per iniziare un tour di concerti in Germania.
Dylan passò un mese intero a remixare e sovraincidere, durante svariate sedute di registrazione nel giugno riregistrando le sue parti vocali utilizzando nuovi testi per i brani. Durante questo periodo, decise l'esclusione di Foot of Pride e Blind Willie McTell dal disco per rimpiazzarle con Union Sundown.
Questa è una lista parziale dei brani esclusi da Infidels di cui si hanno notizie certe. Tutti i titoli tra parentesi sono "working titles" non definitivi.
- 16 Tons (Merle Travis)
- Across The Borderline (Ry Cooder, John Hiatt, Jim Dickinson)
- Angel Flying Too Close To The Ground (Version 1), pubblicata come B-side del singolo Infidel.
- Angel Flying Too Close To The Ground (Version 2)
- Aquarium (Robbie Sly - Strumentale)
- Back To The Wall
- Blind Willie McTell (versione elettrica, diversa da quella presente in The Bootleg Series)
- Blind Willie McTell (in seguito pubblicata in The Bootleg Series Vol 1-3)
- (Buttons + Buns)
- Buttons o (Great Buttons Again)
- Choo Choo Ch'Boogie (Horton/Darling/Gabler)
- Christmas Song (Mel Tormé)
- Clean Cut Kid (Brooklyn Anthem) (poi rielaborata per l'album Empire Burlesque)
- Cold Cold Heart (Hank Williams)
- Columbus Georgia o Columbus Stockade Blues
- (Dadada) (Grateful Dead)
- Dark As A Dungeon (Merle Travis)
- Dark Groove (Strumentale)
- Death Is Not The End (poi rielaborata per l'album Down in the Groove)
- (Diddling)
- Don't Drink No Chevy (?)
- Don't Fly Unless It's Safe (Strumentale)
- Foot of Pride (in seguito pubblicata in The Bootleg Series Vol 1-3)
- From Paul

- (Goin' Up Let It Roll)
- Glory To The King
- The Green, Green Grass Of Home (J. Curly Putman)
- Green Onions (Booker T. Jones, Steve Cropper, Lewis Steinberg, Al Jackson, Jr.)
- (Half-Finished Song I)
- (Half-Finished Song II)
- He's Gone (?)
- Home, Home On The Range (William Goodwin, B. Bigley & D.Kelly)
- How Many Days (?)
- I'm Gonna Wash That Man Right Out Of My Hair (Richard Rodgers, Oscar Hammerstein II)
- I'm Movin' On (Hank Snow)
- (Instrumental Jam)
- Instrumental (Blues)
- Instrumental (Bluesy Jam: Slow)
- Instrumental (Bluesy Jam: Bluesier)
- Instrumental (Bluesy Jam: Pickup Again)
- Instrumental (BLues Riff)
- Instrumental (Bob Lead Jazz)
- Instrumental (Bob Said Tape This)
- Instrumental (Boogie 1)
- Instrumental (Boogie 2)
- Instrumental (End Bob 12-String)
- Instrumental (G Boogie)
- Instrumental (Harmonico Jam 1)
- Instrumental (Harmonico Jam 2)
- Instrumental (Harmonico Jam 3)
- Instrumental (Harmonico Solo)

- Instrumental (Jam strumentale)
- Instrumental (Jam Groove)
- Instrumental (Mark Pickin' Groove)
- Instrumental (Mark Soop Pick Up)
- Instrumental (Mark Plunks Tasty)
- Instrumental (Reggae Jam)
- Jesus Met The Woman At The Well (trad.)
- Julius and Ethel (inedita)
- (KIM)
- Lord Protect My Child (in seguito pubblicata in The Bootleg Series Vol 1-3)
- (Love You Too Jam)
- Lovers Concerto (Sandy Linzer & Denny Randell)
- Prison Station Blues
- Oh, Babe
- Oh, Susannah! (Stephen Foster)
- Oklahoma Kansas
- (Reggae Toms Toms Jam)
- Silent Night (Franz Gruber & Joseph Mohr)
- Slow Try Baby
- Someone's Got A Hold Of My Heart (in seguito rielaborata come Tight Connection to My Heart)
- Tell Me (in seguito pubblicata in Bootleg Series Vol 1-3)
- This Was My Love (Jim Harbert) (Version 1)
- This Was My Love (Jim Harbert) (Version 2)
- (4/20 Trees Hannibal Alps)
- Unidentified Song 1
- Unidentified Song 2

Infine, versioni alternative di ogni canzone dell'album hanno iniziato a circolare negli anni. Nessuna è mai stata pubblicata ufficialmente.
- Jokerman (versione alternativa)
- Sweetheart Like You (versione alternativa 1)
- Sweetheart Like You (versione alternativa 2)
- Sweetheart Like You (Several rehearsals)
- Neighborhood Bully (versione alternativa)
- License To Kill (versione alternativa)
- Man Of Peace (versione alternativa)
- Union Sundown (versione alternativa 1)
- Union Sundown (versione alternativa 2)
- I And I (versione alternativa)
- Don't Fall Apart On Me Tonight (versione alternativa)

### Accoglienza
Anche se Infidels venne accolto in maniera più favorevole rispetto al suo predecessore, Shot of Love, Graham Lock del New Musical Express si riferì a Dylan definendolo: «Culturalmente una forza spenta... un uomo confuso che cerca di riaccendere vecchi fuochi». Il critico di Rolling Stone e del The Village Voice Robert Christgau parimenti non rimase impressionato dal disco, scrivendo di un Dylan ormai povero di ispirazione.
Ma persino gli scettici trovarono qualche merito in Infidels. La critica fu unanime nel celebrare il sound generale dell'album e la complessità e maturità delle canzoni in esso contenute.
Anni dopo, quando vennero alla luce outtakes come Someone's Got A Hold Of My Heart, Blind Willie McTell e Foot Of Pride, la reputazione dell'album iniziò a crescere, diventando "una grossa occasione perduta di realizzare un capolavoro", come asserirono i critici Rob Bowman e Clinton Heylin.
Senza nessun tour di supporto, Infidels generò vendite modeste, vendendo principalmente durante le festività natalizie. La CBS produsse anche un videoclip per Sweetheart Like You, il primo video di Dylan nell'era di MTV. A questo fece seguito un secondo video per la canzone Jokerman che la CBS fece uscire come singolo nel febbraio del 1984. Dylan avrebbe voluto girare un video anche di Neighborhood Bully, ma alla fine non se ne fece più nulla.

## Tracce
- Testi e musiche di Bob Dylan.

Lato 1
1. Jokerman – 6:12
2. Sweetheart Like You – 4:31
3. Neighborhood Bully – 4:33
4. License to Kill – 3:31

Lato 2
1. Man of Peace – 6:27
2. Union Sundown – 5:21
3. I and I – 5:10
4. Don't Fall Apart on Me Tonight – 5:54

## Formazione
- Bob Dylan – chitarra, armonica, tastiere, voce
- Sly Dunbar – batteria, percussioni
- Robbie Shakespeare – basso
- Mick Taylor – chitarra
- Mark Knopfler – chitarra
- Alan Clark – tastiere
- Clydie King – voce in Union Sundown

## Curiosità
- Infidels è il primo album di Dylan a essere interamente registrato usando la tecnologia digitale, seguendo le tecniche di produzione dell'epoca.